# یون گونسالس
یون گونسالس (اسپانیایی: Yon González‎؛ زادهٔ ۲۰ مهٔ ۱۹۸۶) بازیگر اهل اسپانیا است. وی از سال ۲۰۰۷ میلادی تاکنون مشغول فعالیت بوده‌است.
از فیلم‌ها یا مجموعه‌های تلویزیونی که وی در آن نقش داشته‌است، می‌توان به وارثان زمین، شراب کهنه، دختران تلفنچی، اس‌ام‌اس: بی‌واهمه از رؤیا، سکس، مهمانی و دروغ، مدرسه شبانه‌روزی، تورنته ۴: بحران مرگبار و گرن هتل اشاره کرد.